# Kobylarzowa Kopka
Kobylarzowa Kopka – zupełnie niewybitna kopka w północno-zachodniej grani Małołączniaka w Czerwonych Wierchach w Tatrach Zachodnich. Znajduje się pomiędzy dwoma również niewybitnymi przełączkami: Kobylarzowym Siodełkiem (ok. 1840 m) i Małołąckim Siodłem (ok. 1820 m). Na zachodnią stronę z obydwu tych przełączek opadają dwie odnogi wybitnego Kobylarzowego Żlebu, na wschodnią Kobylarzowa Kopka tworzy krótką grzędę oddzielającą dwie odnogi Żlebu Pronobisa.
Kobylarzowa Kopka jest trawiasta, ale zaczynają się na niej pierwsze kępy kosodrzewiny. Mimo swojej niepozorności ma duże znaczenie orientacyjne. To tutaj, przed Kobylarzową Kopką znakowany niebiesko szlak turystyczny z Małołączniaka przez Czerwony Grzbiet skręca na lewo, do Kobylarzowego Żlebu. W miejscu tym podczas złej pogody (np. podczas mgły) zdarzały się zabłądzenia turystów, nieraz zakończone tragicznie. Opisuje je Michał Jagiełło w książce Wołanie w górach.